# Pselaphodes gongshanensis
Pselaphodes gongshanensis (лат.) — вид мелких коротконадкрылых жуков рода Pselaphodes из подсемейства ощупники (Pselaphinae, Staphylinidae).

## Распространение
Юго-Восточная Азия: Китай, Yunnan.

## Описание
Мелкие жуки-ощупники, длина тела около 3 мм, красновато-коричневого цвета. Отличается двумя парами бугорков на надкрыльях, формой булавы усиков, выступающими задними тазиками и простыми средними голенями без выступов и модификаций. Строение усиков: X-й антенномер без тонко пунктированного вентрального дисковидного выступа, имеет немодифицированный VII-й членик жгутика усика (почти симметричен и простой по форме). Дисковидный выступ у переднего края имеет IX антенномер. Апикальные членики IX—XI жгутика усика увеличенные. Второй тарзомер простой, линейный, не увеличенный. Срединная метавентральная ямка отсутствует. Нижнечелюстные щупики (по крайней мере, некоторые сегменты из группы II—IV) асимметричные, округло расширенные или слегка выступающие латерально. Голова с фронтальной ямкой. Глаза выступающие. Усики прикрепляются у переднего края головы; булава усиков 3-члениковая; скапус отчётливо длиннее педицелля. Ноги тонкие и длинные; бёдра утолщённые. В основании надкрылий по две ямки. Брюшко короткое (его длина явно меньше ширины).

## Систематика
Впервые описан в 2011 году, а его валидный статус подтверждён в ходе ревизии, проведённой в 2012 году китайскими колеоптерологами Zi-Wei Yin и Li-Zhen Li (Shanghai Normal University, Шанхай, Китай). По своим признакам наиболее близок к виду Pselaphodes hui.